# Fahne und Wappen des Kantons Freiburg

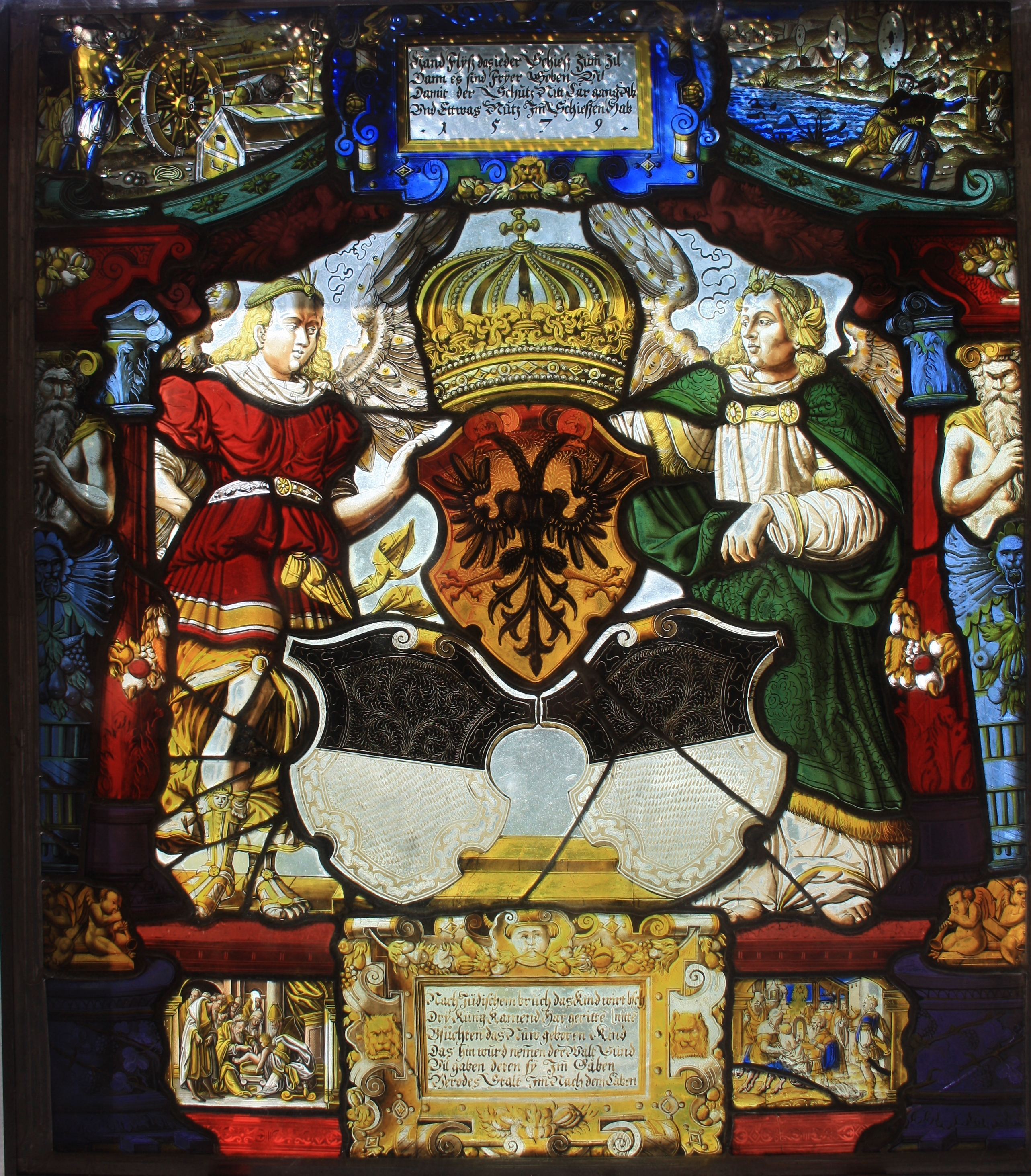
Wappenscheibe des Standes Freiburg im Kloster Wettingen (1579)

Das Fahne und Wappen des Kantons Freiburg ist waagerecht geteilt, oben schwarz und unten weiss.

## Blasonierung
Die offizielle Blasonierung des Wappens ist in der neuen Freiburger Kantonsverfassung vom 16. Mai 2004 im Artikel 2 definiert als: Von Schwarz und Weiss geteilt.

## Geschichte
Die Stadt Freiburg konnte sich als Verbündete Berns in den Burgunderkriegen 1477 von der Herrschaft des Herzogtums Savoyen ablösen. Auf Befehl der Obrigkeit mussten alle Savoyerwappen von den Stadttoren entfernt und durch den schwarz und weiss geteilten Schild, überhöht durch das Reichswappen, ersetzt werden. Die Farben entsprachen dem Banner, das die Freiburger in den Burgunderkriegen führten.
Das Siegel von Freiburg von 1225 zeigte einen rechteckigen Zinnenturm mit einer heraldisch links angebauten Zinnenmauer mit zwei Absätzen. Es handelt sich dabei einfach um eine Abbildung der damaligen Stadt, der Turm bezeichnet dabei die zähringische Burg.
Ab dem 17. Jahrhundert dem Standeswappen oft ein zweites, dem Stadtsiegel nachempfundenes Wappen beigesellt. 
Es handelt sich dabei um eine Erfindung des Kupferstechers Martinus Martini, der in seinem Stadtplan von 1606 dieses Siegelbild mit dem Standeswappen im Geviert vereinigt.
Die Standesscheiben des 16. Jh. zeigten dagegen immer nur das schwarz-weiss geteilte Wappen für Stadt und Kanton Freiburg. Mit der Mediationsakte von 1803 wurde der Kanton Freiburg von der Stadt Freiburg rechtlich getrennt, und die Stadt wählte nun das Wappen mit den Zinnenmauern als Stadtwappen, während der Kanton das Standeswappen weiterführt.